# Filip Grudemark

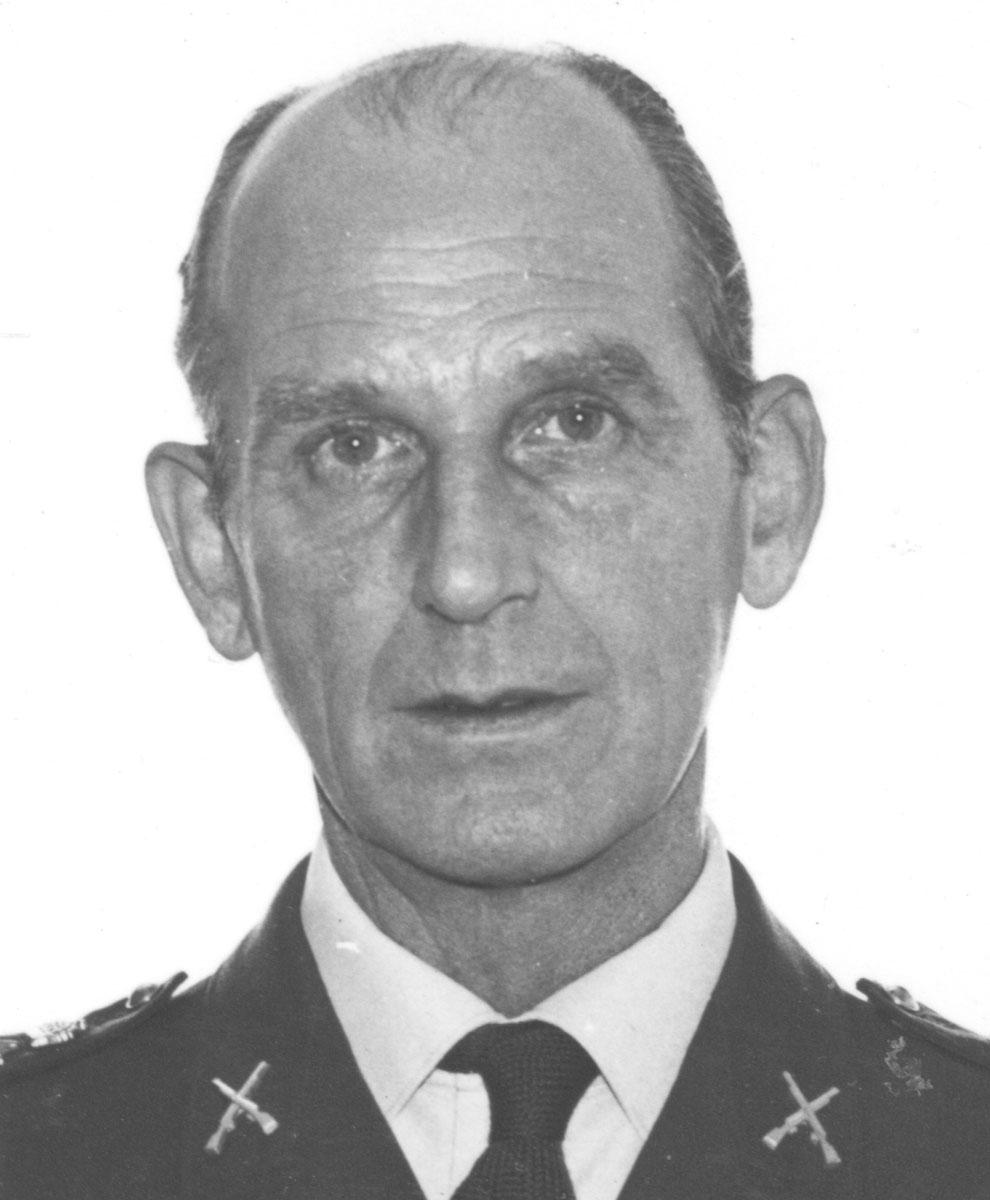
Filip Grudemark.

Erik Axel Filip Grudemark, född den 21 november 1915 i Umeå, död den 2 augusti 1997 i Karlsborg, var en svensk militär.
Grudemark blev fänrik 1937 och löjtnant 1939 i Västerbottens regemente. Efter att ha genomgått Krigshögskolan 1943–1945 blev han kapten 1945 och major 1956. Grudemark tjänstgjorde vid Neutrala nationernas övervakningskommission i Korea 1956. Han var chef för inrikesavdelningen vid försvarsstaben 1957–1964 och utbildningsofficer vid  Jämtlands fältjägarregemente 1964–1965. Grudemark befordrades till överstelöjtnant 1960 och till överste 1965. Han var befälhavare i Skövde försvarsområde 1965–1974 och stod till överbefälhavarens förfogande 1974–1976. Grudemark blev riddare av Svärdsorden 1956, kommendör av samma orden 1969 och kommendör av första klassen 1973. Han vilar på Norra kyrkogården i Karlsborg.